# 1595
سنة 1595 كانت سنة بسيطة تبدأ يوم الأحد (الرابط يظهر نموذج التقويم الكامل للسنة) من التقويم اليولياني.

## أحداث
- نهاية الحرب الروسية السويدية في 1595 والتي بدأت في 1590.

## مواليد
- جان ميريك ميرسي

## وفيات
- أبو القاسم فيضي (عالم)
- أرشيدوق أرنست من النمسا
- أنطونيو من كراتو
- أوين لويس
- توركواتو تاسو شاعر إيطالي
- جون هوكنز
- حسين باشا القصير سياسي عثماني
- شتيفان رازفان حاكم مولدوفا
- كورنيليوس لوس
- لاله محمد باشا صدر أعظم عثماني
- محمد خدا بنده
- مراد الثالث سلطان عثماني
- هيلينا أنتونيا
- يوهان فريدرش الثاني، دوق ساكسونيا